# Estadio de Atletismo de Okinawa
El Estadio de Atletismo de Okinawa (沖縄県総合運動公園陸上競技場) es un estadio multiusos ubicado en la Prefectura de Okinawa, en Japón. Actualmente se utiliza principalmente para partidos de fútbol; utilizándolo los equipos locales: el FC Ryukyu, equipo que participa en la J3 League y el Okinawa SV de la Japan Football League (cuarta división), que hace de local desde el 2023. El estadio tiene una capacidad para 12 270 espectadores.
Debido a los Derechos de denominación de las instalaciones, desde el 26 de junio de 2018, el estadio se llama Estadio Tapik Kenso Hiyagon (Estadio Tapik Kensou Hiyagon, abreviado como Tapista).